# Merle cacao
Turdus fumigatus
Espèce
Statut de conservation UICN

 LC  : Préoccupation mineure
Le Merle cacao (Turdus fumigatus) est une espèce de passereaux appartenant à la famille des Turdidae.

## Répartition
Son aire disparate s'étend sur la moitié nord de l'Amérique du Sud : d'une part de l'est de la Colombie au centre de Brésil via le plateau des Guyanes, Trinidad et Grenade et d'autre part le nord de la forêt atlantique.